# Merániai János
Merániai János (? – 1223. november) csanádi püspök, kalocsai, majd esztergomi érsek.

## Élete
1198-tól választott, 1199-1201 között tényleges csanádi püspök. A VII. Gergely-féle megújulás szellemében ellenőrizte a diákonusok és a papok cölibátusát. A pápa megbízásából kivizsgálta Kalán pécsi püspök és a földvári apát peres ügyét, és lefolytatott egy pert is, melyet a váradi káptalan indított a püspöke ellen. Dénesmonostorán a Becsegergely nemzetség birtokán ágostonos kolostort alapított.
1202-1205 között kalocsai érsek. Megválasztása ellen a pécsi, váci, veszprémi és nyitrai püspök is tiltakozott. Boszniában a bogumilok térítésén fáradozott. 1204-ben megkoronázta a gyermek Lászlót, Imre király fiát, 1205-ben pedig II. Andrást. 1205-1223 között esztergomi érsek.
1211-ben az esztergomi érsekségre hátrányos egyezménnyel akarta lezárni a koronázás körüli vitát Merániai Berthold kalocsai érsekkel, de a pápa ezt nem hagyta jóvá. 1215. novembere előtt Kálmán herceget Halics királyává kente föl. II. András keresztes hadjárata idején 1217-ben többedmagával az ország kormányzója volt. 
Gertrúd királyné elleni összeesküvés előtt a királynét megölni nem kell kezdetű kétértelmű kijelentést tette, de nem ő volt a szerzője. A királyné ellen lázadók az ellenszegülő Jánost megfosztották jövedelmétől és száműzték az országból, aki csak 1218 végén tért vissza. Ekkor szembeszállt II. András újításaival.